# Begonia cucullata
Begonia cucullata là một loài thực vật có hoa trong họ Thu hải đường. Loài này được Willd. mô tả khoa học đầu tiên năm 1805.

## Hình ảnh

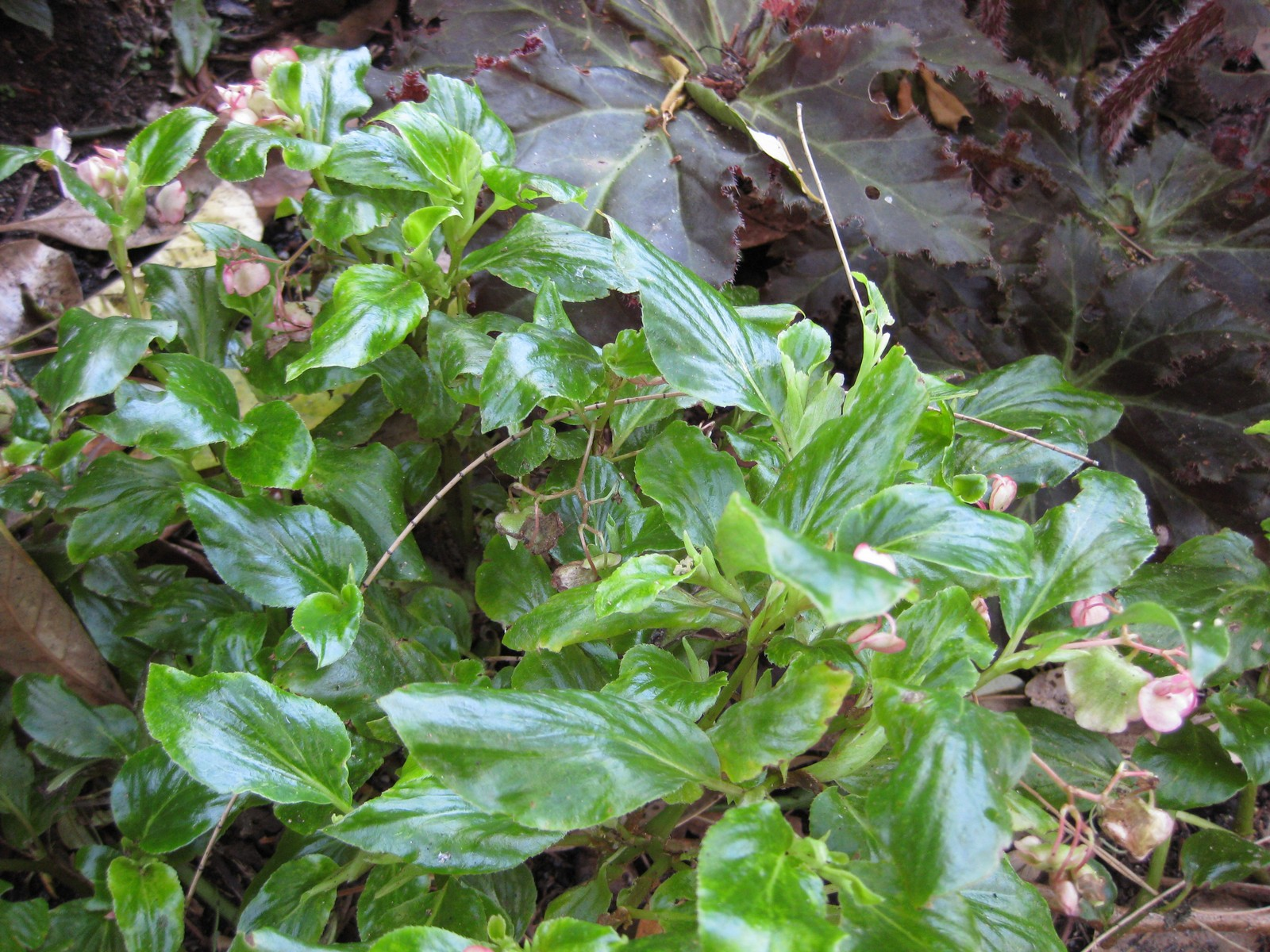
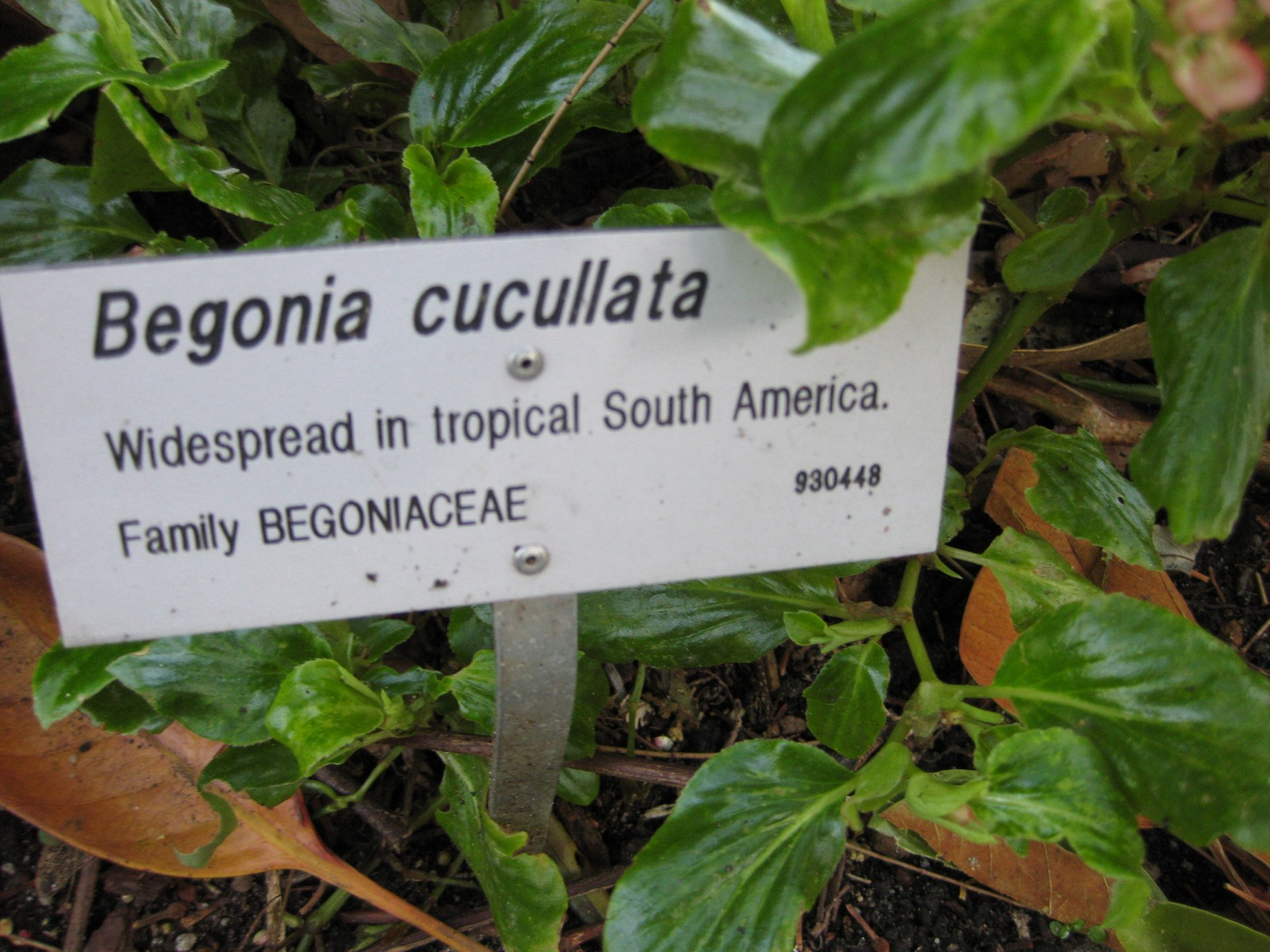